# Сляднево (платформа)
Сля́днево (бывш. Разъезд № 17, платформа 149 верста) — остановочный пункт (платформа) Московской железной дороги в границах Сельского поселения «Посёлок Юбилейный» Малоярославецкого района Калужской области. Открыт в 1899 году на Московско-Киево-Воронежской железной дороге.

## Описание
Расположен на электрифицированном постоянным током (3кВ) участке Бекасово I — Тихонова Пустынь Московской железной дороги. Входит в Московско-Смоленский центр организации работы железнодорожных станций (ДЦС-3) Московской дирекции управления движением ОАО РЖД.
Имеются две высокие пассажирские платформы, расположенные на главном ходу, собственное путевое развитие отсутствует. Расстояние от Киевского вокзала: 158 километров. Время в пути от Москвы примерно 2 часа 40 минут. Остановочный пункт отнесён к 16-й тарифной зоне.
Турникеты отсутствуют, на платформах установлены терминалы предварительного проездного документа — ТППД.

## История
Разъезд № 17 (платформа 149 верста) был открыт в августе 1899 года, вместе с запуском в промышленную эксплуатацию участка от Москвы до Брянска Московско-Киево-Воронежской железной дороги. Позднее остановочный пункт был назван по имени близлежащего села — Сляднево, которое в прошлом относилось к Слядневской волости Калужского уезда. К 1913 году постоянное население села составляло 576 человек, имелась собственная церковно-приходская школа.
В январе 1942 года здесь шли ожесточённые, кровопролитные бои. Части 13-го армейского корпуса немцев, удерживая железную дорогу от Малоярославца и обеспечивая отход частей 43-го армейского корпуса из «мешка» под Калугой, дрались за каждый метр. В ходе зимнего контрнаступления части 49-й армии генерала И. Г. Захаркина постоянно атакуя, пытались овладеть станцией Сляднево с конца декабря 1941 до 10 января 1942 года. Близлежащие населённые пункты переходили из рук в руки по нескольку раз за сутки. Деревни Сляднево, Торбеево, Мызги были полностью разрушены, а все постройки сожжены.
В период 1942—1943 годов около Сляднева действовал военный аэродром, получивший название от ближайшего остановочного пункта железной дороги.

## Пассажирское движение
В Сляднево имеют остановку все электропоезда, следующие на Малоярославец и Калугу I. Поезда дальнего следования и экспрессы остановки тут не имеют. Переход между платформами низкий, из деревянных настилов.

## Комментарии
1. ↑  На 9 мая 2021 года данные о точных границах региона (отделения) не публиковались в официальных источниках.
2. ↑  ТППД — терминал, с помощью которого пассажир оформляет предварительный проездной документ (талон), подтверждающий факт отправления от станций, где отсутствуют или не работают билетные кассы и билетные автоматы.
3. ↑  В январе 1942 года часть деревни — Сляднево, примыкающая к железной дороге, была полностью сожжена.